# Takeshi Honda (animatore)
Takeshi Honda (本田 雄, Honda Takeshi) (prefettura di Ishikawa, 12 marzo 1968) è un animatore e character designer giapponese.
Honda abbandonò la Tokyo Design Academy e si unì al gruppo di animatori e appassionati poi noto con il nome di Gainax. Alla Gainax Honda ha debuttato come supervisore delle animazioni all'età di ventidue anni, mentre il suo primo lavoro come character designer è stato sulla serie Metal Fighter Miku.